# سرگی فدورووتسف
سرگی فدورووتسف (روسی: Сергей Анатольевич Федоровцев؛ زادهٔ ۳۱ ژانویهٔ ۱۹۸۰) قایقران روئینگ اهل روسیه است.